# Lester Butler
Pour l’article homonyme, voir Butler.
 (décembre 2010).
Si vous disposez d'ouvrages ou d'articles de référence ou si vous connaissez des sites web de qualité traitant du thème abordé ici, merci de compléter l'article en donnant les références utiles à sa vérifiabilité et en les liant à la section « Notes et références ».
Lester Butler (12 novembre 1959 – 9 mai 1998) est un chanteur et harmoniciste américain. Il a connu le succès avec le groupe The Red Devils (en).

## Biographie
Lester Butler est né en Virginie aux États-Unis.
The Red Devils (connu à la base comme The Blue Shadows) ont sorti un album en 1992 King King, produit par Rick Rubin avec son label. Le groupe était composé du batteur Bill Bateman (the Blasters) et Paul Size à la guitare et du pianiste Gene Taylor. The Red Devil fut connu pour jouer avec Mick Jagger sur son album Wandering Spirit. Ils ont aussi accompagné d'autres artistes solo comme Bruce Willis et Johnny Cash (dans des musiques qui n'ont pas été publiées jusqu'à la mort du chanteur).

## Discographie
1. King King – The Red Devils
2. 13 featuring Lester Butler – 13 et Lester Butler